# Castèlginèst
Castèlginèst (oficialment Castelginest) és un municipi occità del Llenguadoc, del departament de l'Alta Garona, a la regió Occitània. Està situat al nord de la conurbació de Tolosa.

## Monument

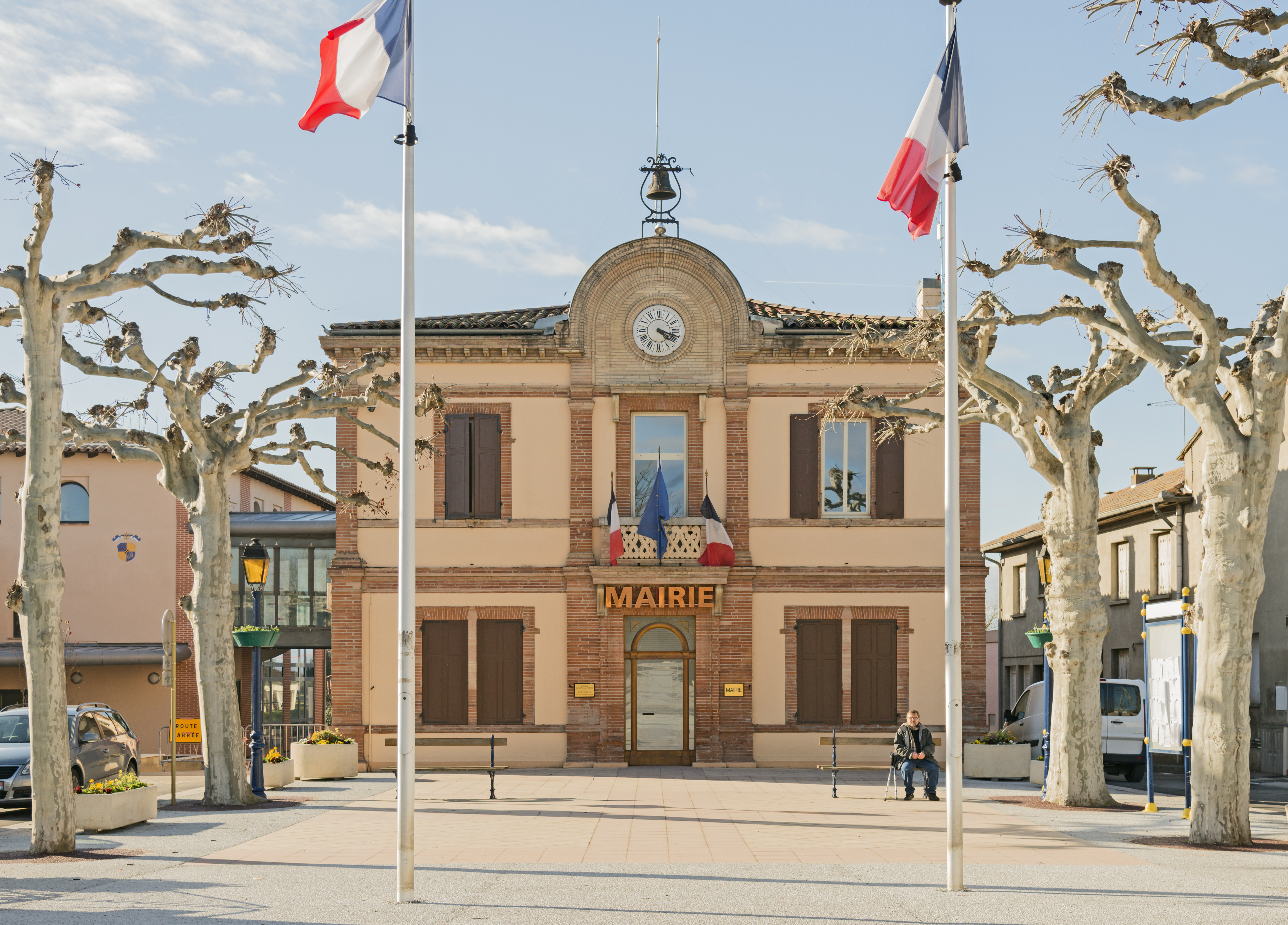
L'ajuntament.
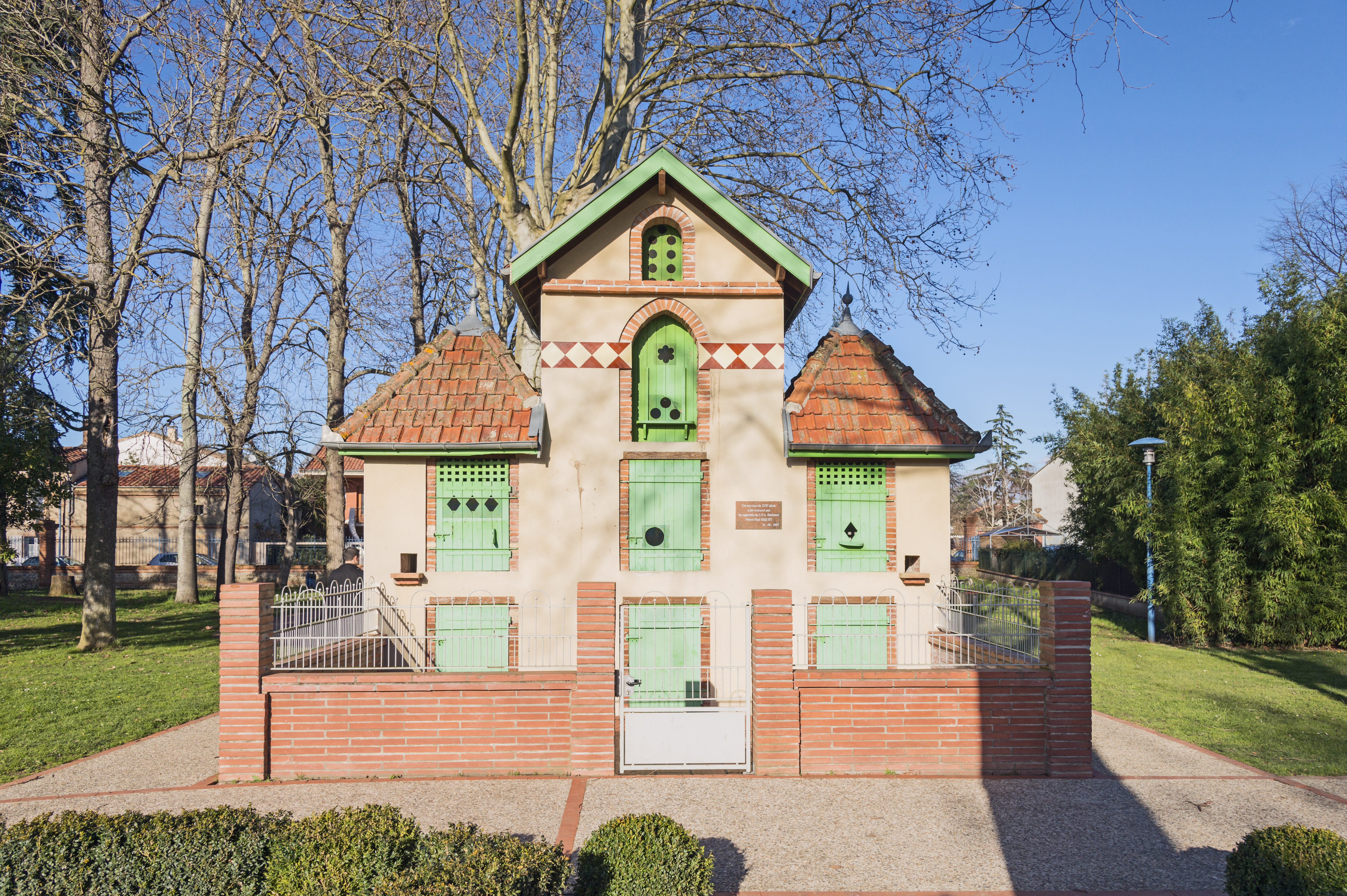
Palomero.
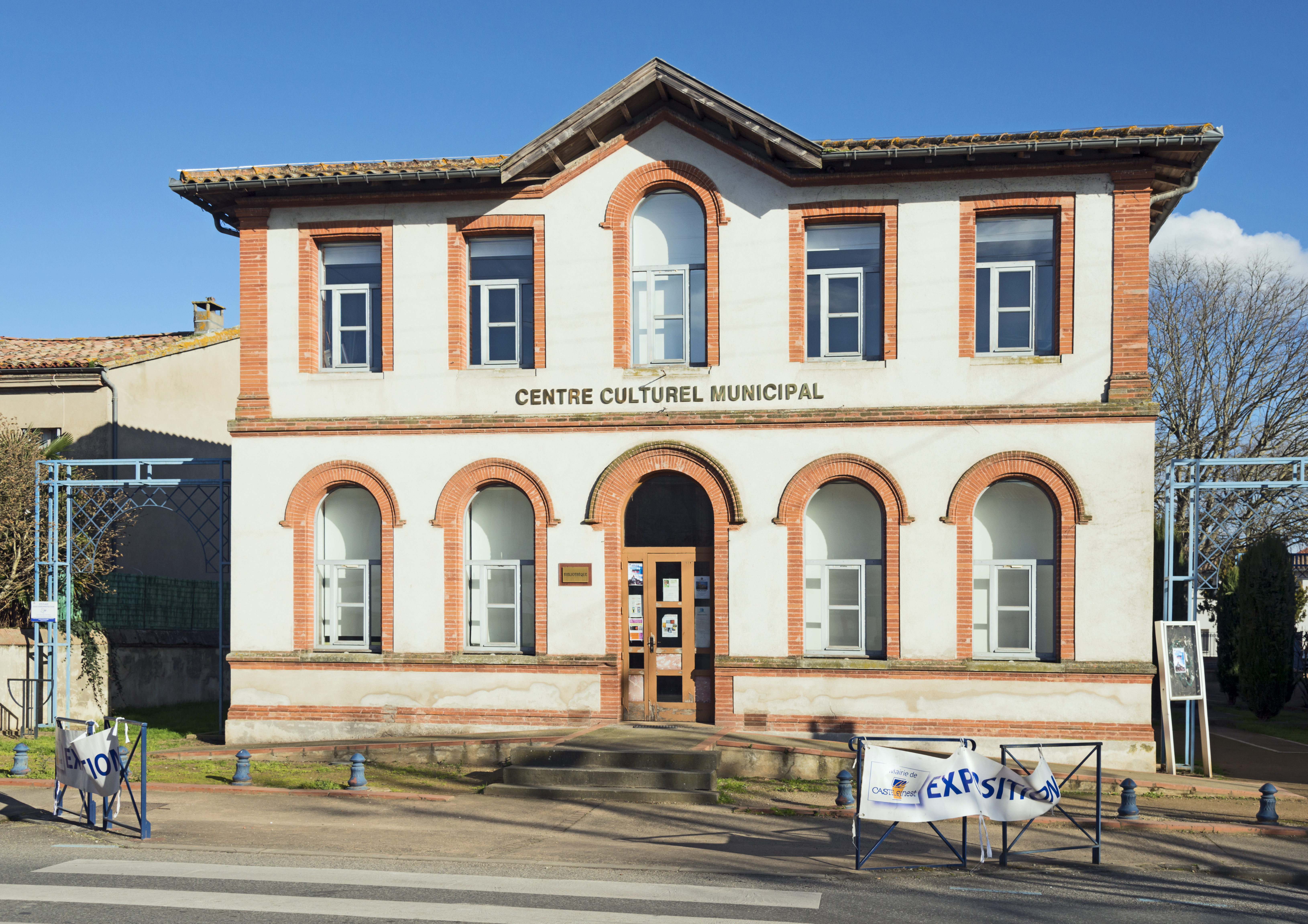
El Centre Cultural Municipal.
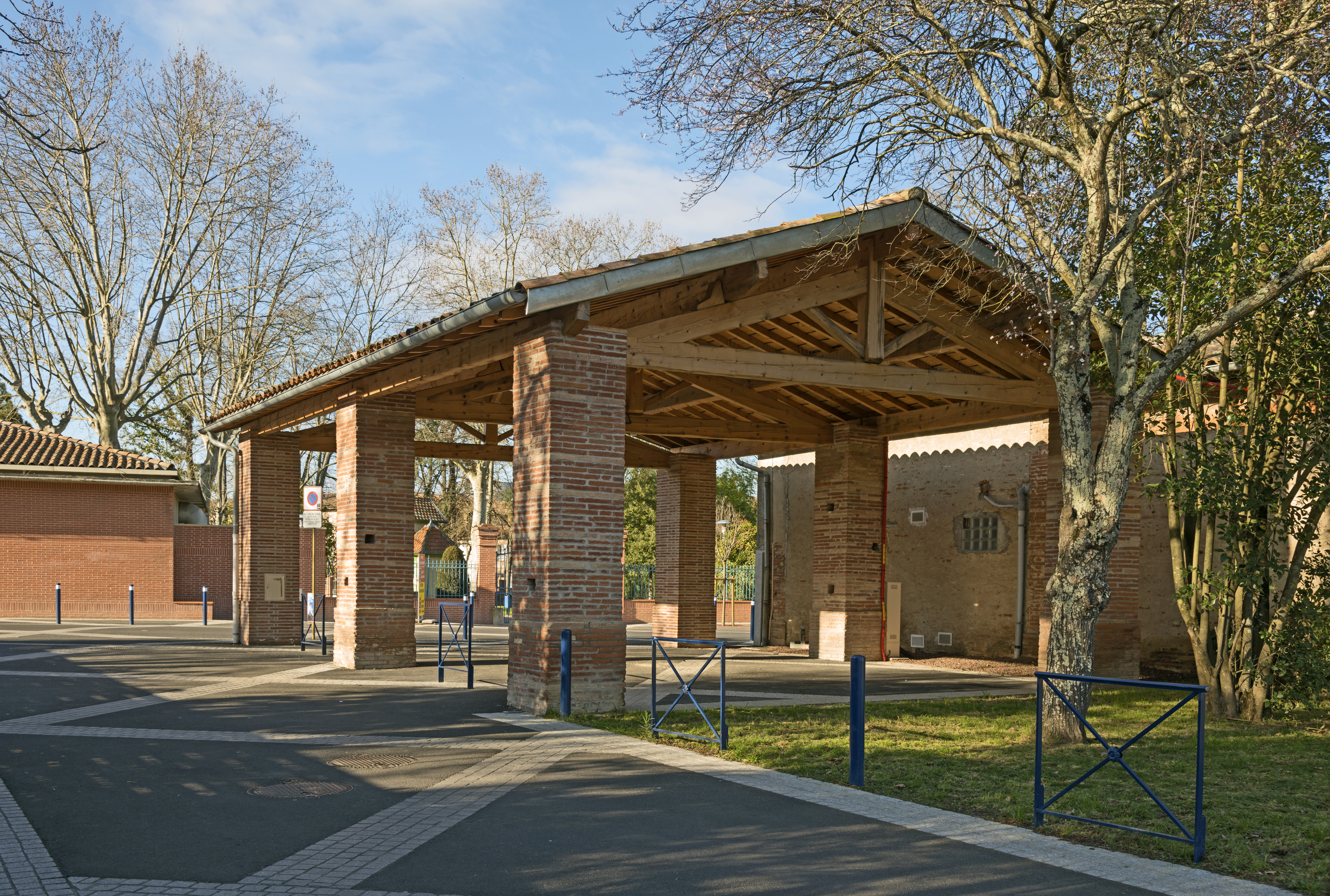
La sala de mercat.
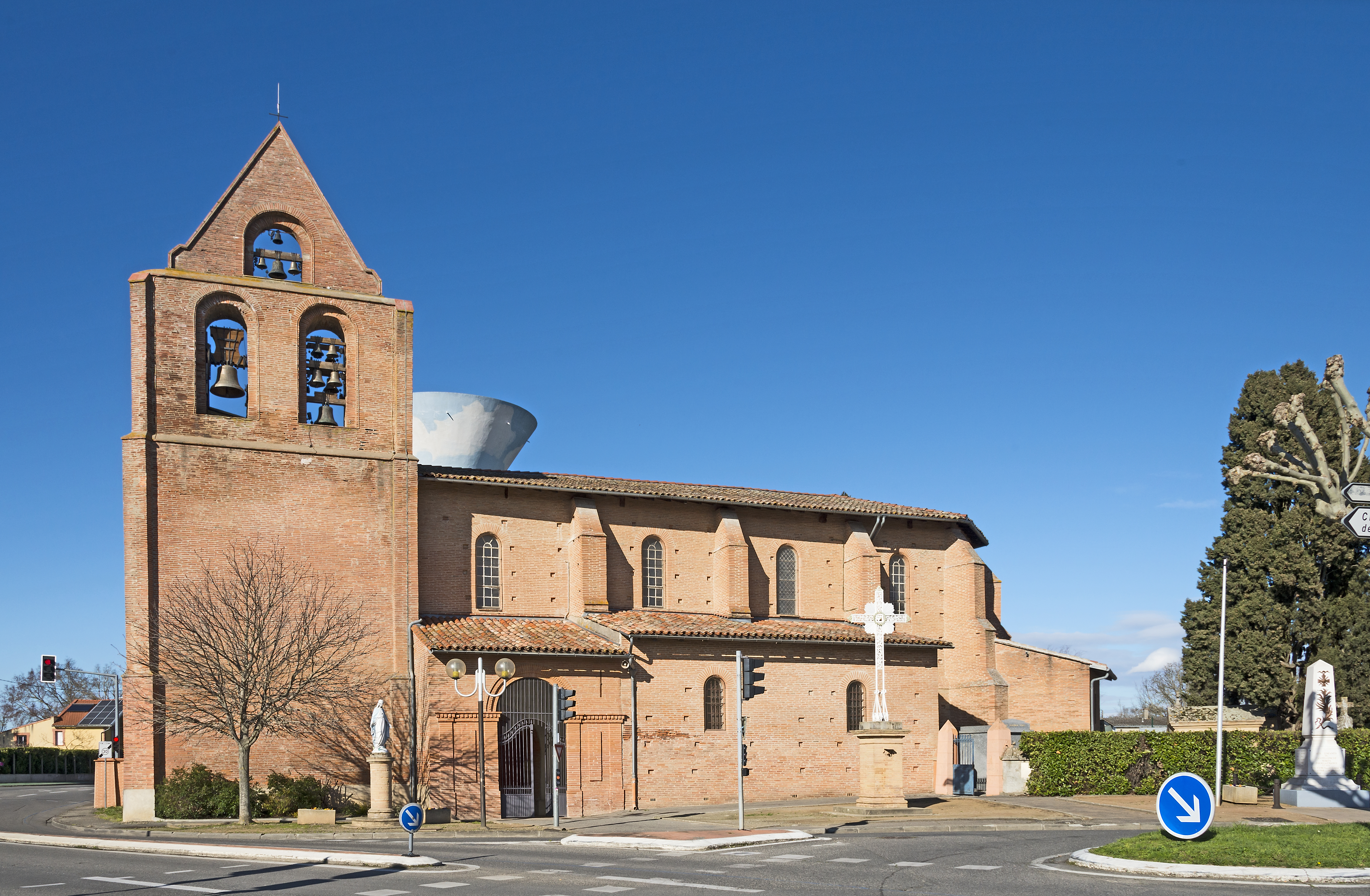
Església Saint Etienne
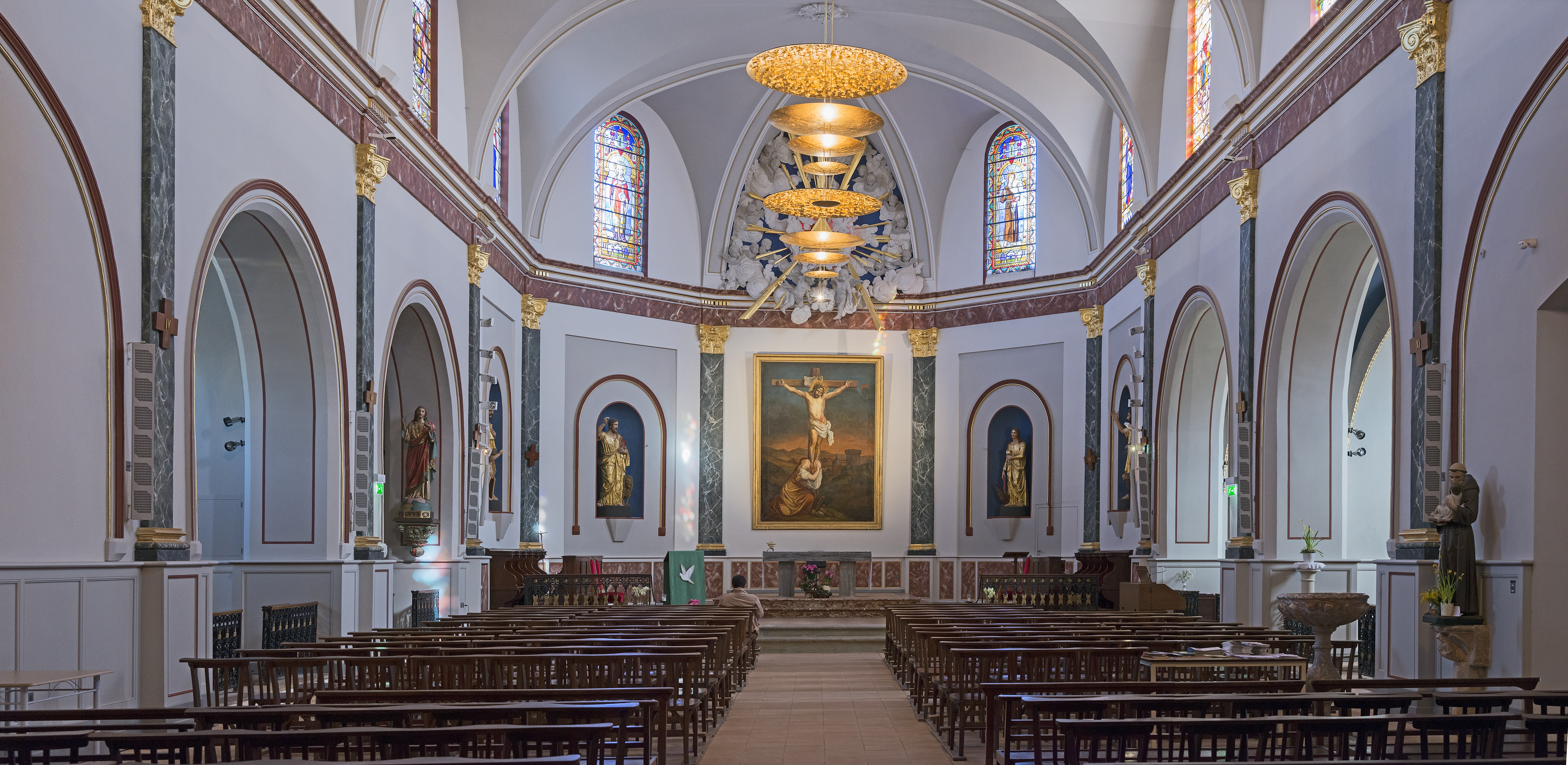